# あおもり旬味館
あおもり旬味館（あおもりしゅんみかん）とはJR東日本青森商業開発が運営する新青森駅の駅ナカ商業施設。
新青森駅1階の東西連絡通路に所在する。店舗数は19。

## 概要
青森の食材を使った飲食店のほか、特産品を取り揃えた店舗を出店している。全体的に、津軽を代表する伝統的な街並みである「こみせ通り」の雰囲気を模したデザインを取り入れている。
2010年12月から2011年3月までは盛岡駅ビル・フェザンを経営する盛岡ターミナルビルが運営していた。
2017年2月16日、JREポイントに加盟。当館で発行されるカードは、独自デザインのものではなく、汎用のものとなっている。

## フロアガイド・テナント
- コンビニエンスストア
  - NewDays
    - コンビニATM「イーネット」 - 青森銀行イーネット支店（管理行）ニューデイズ新青森旬味館共同出張所
- おみやげ特産品ゾーン
  - 旬味市
  - 北彩館
  - あおもり旬味市
  - りんごの青研
  - あおもり路
  - ラグノオささき
  - 甘精堂本店
  - おきな屋
  - アルパジョン
  - 小山せんべい
  - トコトコ舎
  - はとや製菓
  - 青い花のスウィートポテト
- 地産地消飲食ゾーン
  - スウィートピーチカフェテリア
  - 魚っ喰いの田
  - 太宰らうめんと津軽の飯屋「めぇ」
  - 黒石や
- その他
  - ヤマトサテライトステーション
  - ATM - みちのく銀行石江支店新青森駅出張所

## その他

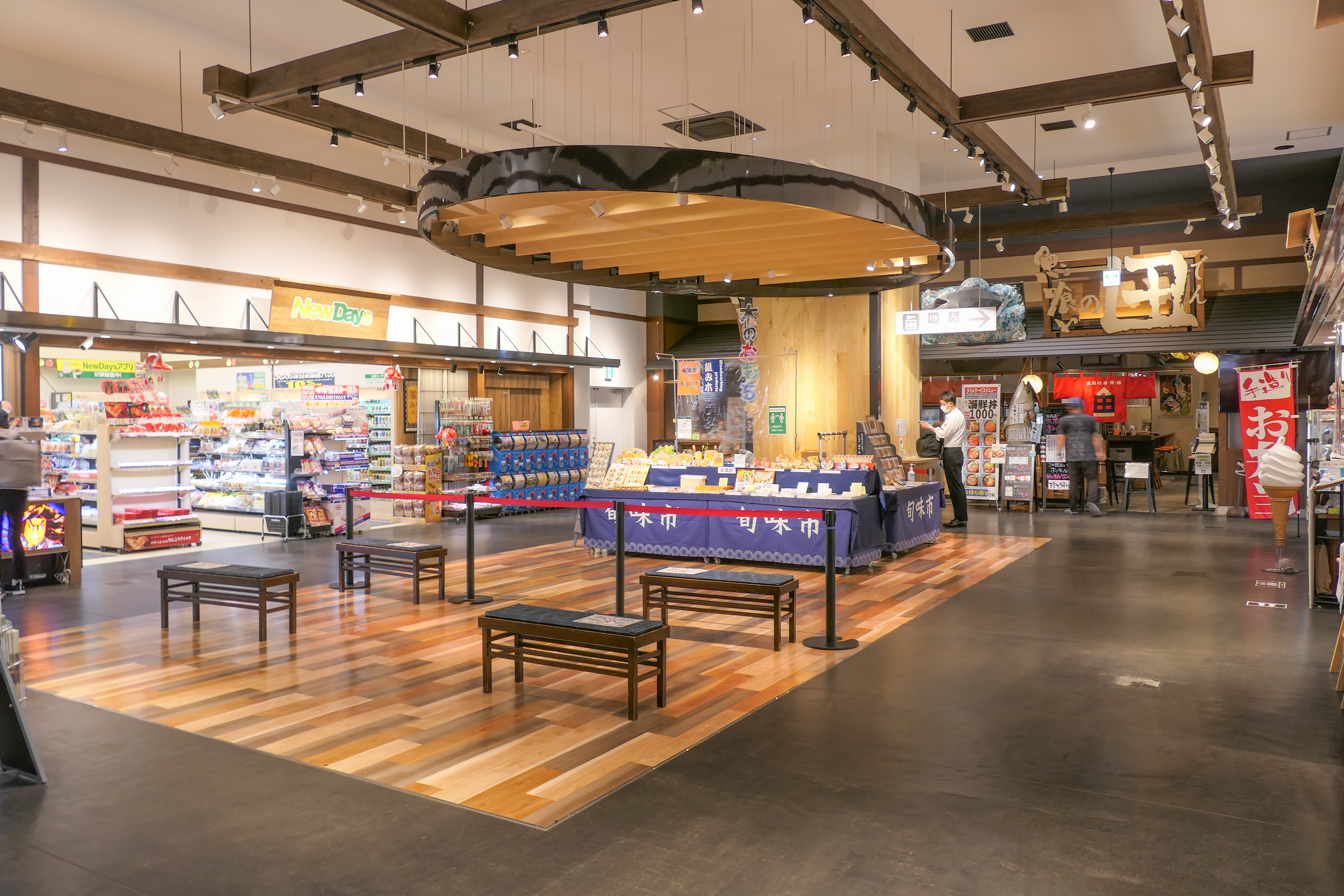
あずまし広場

- 南側には「あずまし広場」というイベントスペースがあり、ねぶた模型などが展示され、季節ごとにさまざまなイベントを開催する。